# Kuang-tung
Kuang-tung (čínsky pchin-jinem Guǎngdōng, znaky zjednodušené 广东, tradiční 廣東) je provincie Čínské lidové republiky ve středojižní Číně. Od roku 2005 je to nejlidnatější čínská provincie, v roce 2019 v ní žilo téměř 115 miliónů obyvatel. Provinční hlavní město Kanton a ekonomické centrum Šen-čen patří mezi nejlidnatější a nejvýznamnější města v Číně.

## Dějiny
Oblast delty Perlové řeky byla osídlena již v době neolitu. O raném období zde lze hovořit v rozmezí let 5050 až 3050 př. n. l., o pozdním následně v rozmezí 3050 až 1550 př. n. l. Do pobřežních oblastí Kuang-tungu byl neolit pravděpodobně rozšířen z oblastí středního toku řeky Jang-c'. Do vnitrozemí provincie se neolit rozšířil přibližně 2600 let př. n. l.. Na severu vnitrozemí Kuang-tungu se v rozmezí let 2650-2250 př. n. l. vyskytovala Kultura Š'-sia (石峽文化).
Původně bylo území Kuang-tungu obýváno kmenovými populacemi Paj-jüe, součástí Číny se stalo za dynastie Čchin. V době mezi pádem dynastie Čchin a vládou císaře Wu-ti byl v regionu zformován nezávislý stát Nan-jüe. Během období tří říší byla ve státě Východní Wu roku 226 př. n. l. vytvořena samostatná provincie Kuang. Město Kanton se stalo prosperujícím obchodním přístavem v tropickém hraničním regionu, často sužovaném nemocemi a divokými zvířaty, ale bohatém na pomeranče, banány, banyány a liči. Obchodovalo se také s hedvábím, porcelánem a otroky. Význam přístavu upadl po arabsko-perském nájezdu roku 758. Oblast byla postupně chanizována (osídlována etnickými Chany), přičemž tento proces se ještě urychlil migracemi ze severních oblastí po pádu dynastie Chan. Například po povstání An Lu-šana se populace Kuang-tungu mezi lety 740-750 a 800-810 zvýšila o 75%.
V době mongolské dynastie Jüan byly velké části Kuang-tungu součástí provincie Ťiang-si. Své nynější jméno provincie obdržela za dynastie Ming.
Od 16. století rostl význam Kuang-tungu jako provincie s rozsáhlými obchodními styky s evropskými obchodníky, především s Portugalci a Brity. V roce 1557 se začali Portugalci usazovat v Macau na jihu provincie. V 19. století vyvolal v Kuang-tungu rozšířený obchod s opiem první opiovou válku a následně další intervence v oblasti. Kromě Macaa, v té době portugalské kolonie, byl podstoupen také Hongkong Britům a Kuang-čou-wan Francouzům. Vzhledem k přímému kontaktu se Západem se z Kuang-tungu stalo centrum tehdejších protimandžuských a proticísařských aktivit. Kuang-tung byl také rodištěm Chung Siou-čchüana, vůdce povstání tchaj-pchingů. Pocházel odtud také Sunjatsen, revolucionář a zakladatel moderní Číny.
Na počátku 20. let 20. století byl Kuang-tung výchozím bodem kuomintangského Severního pochodu a poblíž Kantonu byla založena Vojenská akademie Čínské republiky, historicky také známá jako akademie Whampoa či Chuang-pchu.
V roce 1952 byla část kuang-tungského pobřeží (Čchin-čou, Pej-chaj) přesunuta pod správu Kuang-si, v roce 1955 následně zpět pod Kuang-tung a nakonec znovu pod Kuang-si v roce 1965. V roce 1988 byl od provincie oddělen ostrov Chaj-nan, který nyní tvoří samostatnou provincii. V posledních dekádách zaznamenala provincie Kuang-tung extrémně rychlý hospodářský růst, mimo jiné i díky úzkým obchodním vazbám s Hongkongem.

## Geografie

### Poloha
Kuang-tung se nachází na jihu Číny na pobřeží Jihočínského moře, regionálně spadá do středojižní Číny. Na východě hraničí s provincií Fu-ťien, na severu s provinciemi Ťiang-si a Chu-nan, na západě s autonomní oblastí Kuang-si a na jihu se zvláštními administrativními oblastmi Hongkongem a Macaem. Na jih od Lejčouského poloostrova, nacházejícího se na jihozápadě provincie, leží ostrovní provincie Chaj-nan, od Kuang-tungu oddělená Chajnanským průlivem.

### Povrch
Provincie Kuang-tung se rozkládá v pásmu Jihočínské hornatiny. Její hlavní horský systém, Nan-ling odděluje povodí Perlové řeky a Jang-c'-ťiang a tvoří přirozenou hranici Kuang-tungu se severnějšími provinciemi Ťiang-si a Chu-nan. Nan-ling v Kuang-tungu dále zahrnuje pohoří Chua-š, Ta-jü, Čching-jün, Ťiou-lien a Luo-fu. Na východě provincie se dále rozkládá pobřežní pohoří Lien-chua, táhnoucí se od Hongkongu směrem na severovýchod. Západ Kuang-tungu zasahuje do nejvýchodnějších částí Jihočínské krasové oblasti, konkrétně v oblastech pohoří Jün-kchaj, Jün-wu a Tchinen-lu. Nejvyšší horou provincie je Š'-kcheng-kchung, dosahující výšky 1902 m n. m.
Značnou část pobřežní oblasti Kuang-tungu zaujímá delta Perlové řeky, v níž se nachází stovky malých ostrovů a ostrůvků.

### Podnebí
Kuang-tung má vlhké subtropické podnebí (typ Cfa ve vnitrozemí a typ Cwa podél pobřeží). Zimy bývají krátké, mírné a poměrně suché, zatímco léta bývají dlouhá, horká a velmi vlhká. V létě bývá pocitová teplota umocňována vysokou mírou vlhkosti.

### Vodstvo
Provincií Kuang-tung protéká jedna z nejvýznamnějších řek Číny, Perlová řeka. Vzniká soutokem tří řek: Si-ťiang („Západní řeka“), Pej-ťiang („Severní řeka“) a Tung-ťiang („Východní řeka“). Téměř celá provincie (výjimkou jsou menší oblasti na severu) patří do úmoří Jihočínského moře, především skrze povodí Perlové řeky, nicméně západní oblasti provincie jsou odvodňovány menšími samostatnými pobřežními řekami, a řeky na poloostrově Lej-čou a v nejzápadnějších částech Kuang-tungu ústí do Tonkinského zálivu.

## Administrativní dělení
| Mapa provincie | Název (čínsky)     | Název (čínsky)     | Název (čínsky)     | Sídelní městský obvod |
| Mapa provincie | český přepis       | znaky              | pchin-jin          | Sídelní městský obvod |
| --- | ------------------ | ------------------ | ------------------ | --------------------- |
| Kanton Šao-kuan Šen-čen Ču-chaj Šan-tchou Fo-šan Ťiang-men Čan-ťiang Mao-ming Čao-čching Chuej-čou Mej-čou Šan-wej Che-jüan Jang-ťiang Čching-jüan Tung-kuan Čung-šan Čchao-čou Ťie-jang Jün-fu ↑ · Macao · Hongkong ☐ město Ťie-š', Lu-feng, Šan-wej (Prataské ostrovy). · Nárokováno Čínskou lidovou republikou, spravováno Tchaj-wanem | Subprovinční město | Subprovinční město | Subprovinční město | Subprovinční město    |
| Kanton Šao-kuan Šen-čen Ču-chaj Šan-tchou Fo-šan Ťiang-men Čan-ťiang Mao-ming Čao-čching Chuej-čou Mej-čou Šan-wej Che-jüan Jang-ťiang Čching-jüan Tung-kuan Čung-šan Čchao-čou Ťie-jang Jün-fu ↑ · Macao · Hongkong ☐ město Ťie-š', Lu-feng, Šan-wej (Prataské ostrovy). · Nárokováno Čínskou lidovou republikou, spravováno Tchaj-wanem | Kuang-čou Kanton   | 廣州市             | Guǎngzhōu Shì      | Jüe-siou              |
| Kanton Šao-kuan Šen-čen Ču-chaj Šan-tchou Fo-šan Ťiang-men Čan-ťiang Mao-ming Čao-čching Chuej-čou Mej-čou Šan-wej Che-jüan Jang-ťiang Čching-jüan Tung-kuan Čung-šan Čchao-čou Ťie-jang Jün-fu ↑ · Macao · Hongkong ☐ město Ťie-š', Lu-feng, Šan-wej (Prataské ostrovy). · Nárokováno Čínskou lidovou republikou, spravováno Tchaj-wanem | Šen-čen            | 深圳市             | Shēnzhèn Shì       | Fu-tchien             |
| Kanton Šao-kuan Šen-čen Ču-chaj Šan-tchou Fo-šan Ťiang-men Čan-ťiang Mao-ming Čao-čching Chuej-čou Mej-čou Šan-wej Che-jüan Jang-ťiang Čching-jüan Tung-kuan Čung-šan Čchao-čou Ťie-jang Jün-fu ↑ · Macao · Hongkong ☐ město Ťie-š', Lu-feng, Šan-wej (Prataské ostrovy). · Nárokováno Čínskou lidovou republikou, spravováno Tchaj-wanem | Městská prefektura |                    |                    |                       |
| Kanton Šao-kuan Šen-čen Ču-chaj Šan-tchou Fo-šan Ťiang-men Čan-ťiang Mao-ming Čao-čching Chuej-čou Mej-čou Šan-wej Che-jüan Jang-ťiang Čching-jüan Tung-kuan Čung-šan Čchao-čou Ťie-jang Jün-fu ↑ · Macao · Hongkong ☐ město Ťie-š', Lu-feng, Šan-wej (Prataské ostrovy). · Nárokováno Čínskou lidovou republikou, spravováno Tchaj-wanem | Čching-jüan        | 清遠市             | Qīngyuǎn Shì       | Čching-čcheng         |
| Kanton Šao-kuan Šen-čen Ču-chaj Šan-tchou Fo-šan Ťiang-men Čan-ťiang Mao-ming Čao-čching Chuej-čou Mej-čou Šan-wej Che-jüan Jang-ťiang Čching-jüan Tung-kuan Čung-šan Čchao-čou Ťie-jang Jün-fu ↑ · Macao · Hongkong ☐ město Ťie-š', Lu-feng, Šan-wej (Prataské ostrovy). · Nárokováno Čínskou lidovou republikou, spravováno Tchaj-wanem | Šao-kuan           | 韶關市             | Sháoguān Shì       | Čen-ťiang             |
| Kanton Šao-kuan Šen-čen Ču-chaj Šan-tchou Fo-šan Ťiang-men Čan-ťiang Mao-ming Čao-čching Chuej-čou Mej-čou Šan-wej Che-jüan Jang-ťiang Čching-jüan Tung-kuan Čung-šan Čchao-čou Ťie-jang Jün-fu ↑ · Macao · Hongkong ☐ město Ťie-š', Lu-feng, Šan-wej (Prataské ostrovy). · Nárokováno Čínskou lidovou republikou, spravováno Tchaj-wanem | Che-jüan           | 河源市             | Héyuán Shì         | Jüan-čcheng           |
| Kanton Šao-kuan Šen-čen Ču-chaj Šan-tchou Fo-šan Ťiang-men Čan-ťiang Mao-ming Čao-čching Chuej-čou Mej-čou Šan-wej Che-jüan Jang-ťiang Čching-jüan Tung-kuan Čung-šan Čchao-čou Ťie-jang Jün-fu ↑ · Macao · Hongkong ☐ město Ťie-š', Lu-feng, Šan-wej (Prataské ostrovy). · Nárokováno Čínskou lidovou republikou, spravováno Tchaj-wanem | Mej-čou            | 梅州市             | Méizhōu Shì        | Mej-ťiang             |
| Kanton Šao-kuan Šen-čen Ču-chaj Šan-tchou Fo-šan Ťiang-men Čan-ťiang Mao-ming Čao-čching Chuej-čou Mej-čou Šan-wej Che-jüan Jang-ťiang Čching-jüan Tung-kuan Čung-šan Čchao-čou Ťie-jang Jün-fu ↑ · Macao · Hongkong ☐ město Ťie-š', Lu-feng, Šan-wej (Prataské ostrovy). · Nárokováno Čínskou lidovou republikou, spravováno Tchaj-wanem | Čchao-čou          | 潮州市             | Cháozhōu Shì       | Feng-si               |
| Kanton Šao-kuan Šen-čen Ču-chaj Šan-tchou Fo-šan Ťiang-men Čan-ťiang Mao-ming Čao-čching Chuej-čou Mej-čou Šan-wej Che-jüan Jang-ťiang Čching-jüan Tung-kuan Čung-šan Čchao-čou Ťie-jang Jün-fu ↑ · Macao · Hongkong ☐ město Ťie-š', Lu-feng, Šan-wej (Prataské ostrovy). · Nárokováno Čínskou lidovou republikou, spravováno Tchaj-wanem | Čao-čching         | 肇慶市             | Zhàoqìng Shì       | Tuan-čou              |
| Kanton Šao-kuan Šen-čen Ču-chaj Šan-tchou Fo-šan Ťiang-men Čan-ťiang Mao-ming Čao-čching Chuej-čou Mej-čou Šan-wej Che-jüan Jang-ťiang Čching-jüan Tung-kuan Čung-šan Čchao-čou Ťie-jang Jün-fu ↑ · Macao · Hongkong ☐ město Ťie-š', Lu-feng, Šan-wej (Prataské ostrovy). · Nárokováno Čínskou lidovou republikou, spravováno Tchaj-wanem | Jün-fu             | 雲浮市             | Yúnfú Shì          | Jün-čcheng            |
| Kanton Šao-kuan Šen-čen Ču-chaj Šan-tchou Fo-šan Ťiang-men Čan-ťiang Mao-ming Čao-čching Chuej-čou Mej-čou Šan-wej Che-jüan Jang-ťiang Čching-jüan Tung-kuan Čung-šan Čchao-čou Ťie-jang Jün-fu ↑ · Macao · Hongkong ☐ město Ťie-š', Lu-feng, Šan-wej (Prataské ostrovy). · Nárokováno Čínskou lidovou republikou, spravováno Tchaj-wanem | Fo-šan             | 佛山市             | Fóshān Shì         | Čchan-čcheng          |
| Kanton Šao-kuan Šen-čen Ču-chaj Šan-tchou Fo-šan Ťiang-men Čan-ťiang Mao-ming Čao-čching Chuej-čou Mej-čou Šan-wej Che-jüan Jang-ťiang Čching-jüan Tung-kuan Čung-šan Čchao-čou Ťie-jang Jün-fu ↑ · Macao · Hongkong ☐ město Ťie-š', Lu-feng, Šan-wej (Prataské ostrovy). · Nárokováno Čínskou lidovou republikou, spravováno Tchaj-wanem | Tung-kuan          | 東莞市             | Dōngguǎn Shì       | Nan-čcheng            |
| Kanton Šao-kuan Šen-čen Ču-chaj Šan-tchou Fo-šan Ťiang-men Čan-ťiang Mao-ming Čao-čching Chuej-čou Mej-čou Šan-wej Che-jüan Jang-ťiang Čching-jüan Tung-kuan Čung-šan Čchao-čou Ťie-jang Jün-fu ↑ · Macao · Hongkong ☐ město Ťie-š', Lu-feng, Šan-wej (Prataské ostrovy). · Nárokováno Čínskou lidovou republikou, spravováno Tchaj-wanem | Chuej-čou          | 惠州市             | Hùizhōu Shì        | Chuej-čcheng          |
| Kanton Šao-kuan Šen-čen Ču-chaj Šan-tchou Fo-šan Ťiang-men Čan-ťiang Mao-ming Čao-čching Chuej-čou Mej-čou Šan-wej Che-jüan Jang-ťiang Čching-jüan Tung-kuan Čung-šan Čchao-čou Ťie-jang Jün-fu ↑ · Macao · Hongkong ☐ město Ťie-š', Lu-feng, Šan-wej (Prataské ostrovy). · Nárokováno Čínskou lidovou republikou, spravováno Tchaj-wanem | Šan-wej            | 汕尾市             | Shànwěi Shì        | Čcheng-čchü           |
| Kanton Šao-kuan Šen-čen Ču-chaj Šan-tchou Fo-šan Ťiang-men Čan-ťiang Mao-ming Čao-čching Chuej-čou Mej-čou Šan-wej Che-jüan Jang-ťiang Čching-jüan Tung-kuan Čung-šan Čchao-čou Ťie-jang Jün-fu ↑ · Macao · Hongkong ☐ město Ťie-š', Lu-feng, Šan-wej (Prataské ostrovy). · Nárokováno Čínskou lidovou republikou, spravováno Tchaj-wanem | Ťie-jang           | 揭陽市             | Jiēyáng Shì        | Žung-čcheng           |
| Kanton Šao-kuan Šen-čen Ču-chaj Šan-tchou Fo-šan Ťiang-men Čan-ťiang Mao-ming Čao-čching Chuej-čou Mej-čou Šan-wej Che-jüan Jang-ťiang Čching-jüan Tung-kuan Čung-šan Čchao-čou Ťie-jang Jün-fu ↑ · Macao · Hongkong ☐ město Ťie-š', Lu-feng, Šan-wej (Prataské ostrovy). · Nárokováno Čínskou lidovou republikou, spravováno Tchaj-wanem | Šan-tchou          | 汕頭市             | Shàntóu Shì        | Ťin-pching            |
| Kanton Šao-kuan Šen-čen Ču-chaj Šan-tchou Fo-šan Ťiang-men Čan-ťiang Mao-ming Čao-čching Chuej-čou Mej-čou Šan-wej Che-jüan Jang-ťiang Čching-jüan Tung-kuan Čung-šan Čchao-čou Ťie-jang Jün-fu ↑ · Macao · Hongkong ☐ město Ťie-š', Lu-feng, Šan-wej (Prataské ostrovy). · Nárokováno Čínskou lidovou republikou, spravováno Tchaj-wanem | Čan-ťiang          | 湛江市             | Zhànjiāng Shì      | Čch’-kchan            |
| Kanton Šao-kuan Šen-čen Ču-chaj Šan-tchou Fo-šan Ťiang-men Čan-ťiang Mao-ming Čao-čching Chuej-čou Mej-čou Šan-wej Che-jüan Jang-ťiang Čching-jüan Tung-kuan Čung-šan Čchao-čou Ťie-jang Jün-fu ↑ · Macao · Hongkong ☐ město Ťie-š', Lu-feng, Šan-wej (Prataské ostrovy). · Nárokováno Čínskou lidovou republikou, spravováno Tchaj-wanem | Mao-ming           | 茂名市             | Màomíng Shì        | Mao-nan               |
| Kanton Šao-kuan Šen-čen Ču-chaj Šan-tchou Fo-šan Ťiang-men Čan-ťiang Mao-ming Čao-čching Chuej-čou Mej-čou Šan-wej Che-jüan Jang-ťiang Čching-jüan Tung-kuan Čung-šan Čchao-čou Ťie-jang Jün-fu ↑ · Macao · Hongkong ☐ město Ťie-š', Lu-feng, Šan-wej (Prataské ostrovy). · Nárokováno Čínskou lidovou republikou, spravováno Tchaj-wanem | Jang-ťiang         | 陽江市             | Yángjiāng Shì      | Ťiang-čcheng          |
| Kanton Šao-kuan Šen-čen Ču-chaj Šan-tchou Fo-šan Ťiang-men Čan-ťiang Mao-ming Čao-čching Chuej-čou Mej-čou Šan-wej Che-jüan Jang-ťiang Čching-jüan Tung-kuan Čung-šan Čchao-čou Ťie-jang Jün-fu ↑ · Macao · Hongkong ☐ město Ťie-š', Lu-feng, Šan-wej (Prataské ostrovy). · Nárokováno Čínskou lidovou republikou, spravováno Tchaj-wanem | Ťiang-men          | 江門市             | Jiāngmén Shì       | Pcheng-ťiang          |
| Kanton Šao-kuan Šen-čen Ču-chaj Šan-tchou Fo-šan Ťiang-men Čan-ťiang Mao-ming Čao-čching Chuej-čou Mej-čou Šan-wej Che-jüan Jang-ťiang Čching-jüan Tung-kuan Čung-šan Čchao-čou Ťie-jang Jün-fu ↑ · Macao · Hongkong ☐ město Ťie-š', Lu-feng, Šan-wej (Prataské ostrovy). · Nárokováno Čínskou lidovou republikou, spravováno Tchaj-wanem | Čung-šan           | 中山市             | Zhōngshān Shì      | Tung-čchü             |
| Kanton Šao-kuan Šen-čen Ču-chaj Šan-tchou Fo-šan Ťiang-men Čan-ťiang Mao-ming Čao-čching Chuej-čou Mej-čou Šan-wej Che-jüan Jang-ťiang Čching-jüan Tung-kuan Čung-šan Čchao-čou Ťie-jang Jün-fu ↑ · Macao · Hongkong ☐ město Ťie-š', Lu-feng, Šan-wej (Prataské ostrovy). · Nárokováno Čínskou lidovou republikou, spravováno Tchaj-wanem | Ču-chaj            | 珠海市             | Zhūhǎi Shì         | Siang-čou             |

## Politika
Politický systém provincie je de facto strukturován jako systém vlády jedné strany, Komunistické strany Číny, podobně jako tomu je na celostátní úrovni.
Vrcholným výkonným orgánem provincie je Lidová vláda provincie Kuang-tung, v jejímž čele stojí guvernér, nominálně nejvýše postavený představitel provincie. Guvernér zpravidla bývá zástupcem tajemníka provinčního výboru Komunistické strany Číny, tedy až druhým nejvýše postaveným stranickým hodnostářem v provincii. Guvernér je tak fakticky podřízen stranickému tajemníkovi.
Provinčním zákonodárným sborem je Shromáždění lidových zástupců provincie Kuang-tung, v jehož čele stojí předseda.
| Guvernéři provincie Kuang-tung 1. Jie Ťien-jing (listopad 1948 – září 1953) 2. Tchao Ču (září 1953 – srpen 1957) 3. Čchen Jü (srpen 1957 – listopad 1967) 4. Chuang Jung-šeng (listopad 1967 – červen 1969) 5. Liou Sing-jüan (červen 1969 – duben 1972) 6. Ting Šeng (duben 1972 – duben 1974) 7. Čao C'-jang (duben 1974 – říjen 1975) 8. Wej Kuo-čching (říjen 1975 – leden 1979) 9. Si Čung-sün (leden 1979 – únor 1981) 10. Liou Tchien-fu (únor 1981 – březen 1983) 11. Liang Ling-kuang (březen 1983 – srpen 1985) 12. Jie Süan-pching (srpen 1985 – květen 1991) 13. Ču Sen-lin (květen 1991 – únor 1996) 14. Lu Žuej-chua (únor 1996 – leden 2003) 15. Chuang Chua-chua (leden 2003 – listopad 2011) 16. Ču Siao-tan (listopad 2011 – prosinec 2016) 17. Ma Sing-žuej (prosinec 2016 – prosinec 2021) 18. Wang Wej-čung (prosinec 2021 – úřadující) | Tajemníci výboru Komunistické strany Číny provincie Kuang-tung 1. Jie Ťien-jing (srpen 1949 – červen 1955) 2. Tchao Ču (červen 1955 – únor 1965) 3. Čao C'-jang (únor 1965 – březen 1967) 4. Chuang Jung-šeng (listopad 1967 – listopad 1969) 5. Liou Sing-jüan (listopad 1969 – prosinec 1972) 6. Ting Šeng (prosinec 1972 – prosinec 1973) 7. Čao C'-jang (duben 1974 – říjen 1975) 8. Wej Kuo-čching (říjen 1975 – prosinec 1978) 9. Si Čung-sün (prosinec 1978 – listopad 1980) 10. Žen Čung-i (listopad 1980 – červenec 1985) 11. Lin Žuo (červenec 1985 – leden 1991) 12. Sie Fej (leden 1991 – březen 1998) 13. Li Čchang-čchun (březen 1998 – prosinec 2002) 14. Čang Te-ťiang (prosinec 2002 – prosinec 2007) 15. Wang Jang (prosinec 2007 – prosinec 2012) 16. Chu Čchun-chua (prosinec 2012 – říjen 2017) 17. Li Si (říjen 2017 – úřadující) |

## Doprava
Provincie Kuang-tung má velmi rozvinutou dopravní síť. Zejména její dálniční síť patří k nejlepším v celé Číně. Především historický význam měl říční systém Perlové řeky, který ekonomicky a kulturně propojoval jednotlivé regiony Kuang-tungu. Spojení s ostatními provinciemi, jak v minulosti, tak dnes, spoléhá především na pozemní dopravu. Většina dálnic i železničních tratí je vedena v severojižním směru, přičemž nižší priorita pro trasy vedené v západním či východním směru byla indikována nejprve absencí, respektive poté relativně pozdější výstavbou železnice vedoucí podél Perlové řeky. Kuang-tung je také klíčovou součástí čínské vnitrostátní i mezinárodní letecké dopravy.

### Silniční
V provincii Kuang-tung se nachází jedna z nejrozvinutějších dálničních sítí v celé Číně. Dálnice vedou primárně podél říčních údolí.
- Dálnice G4 Peking – Hongkong a Macao
- Dálnice G15 Šen-jang – Chaj-kchou
- Dálnice G25 Čchang-čchun – Šen-čen
- Dálnice G35 Ťi-nan – Kanton
- Dálnice G45 Ta-čching – Kanton
- Dálnice G55 Eren chot – Kanton
- Dálnice G65 Pao-tchou – Mao-ming
- Dálnice G75 Lan-čou – Chaj-kchou
- Dálnice G78 Šan-tchou – Kchun-ming
- Dálnice G80 Kanton – Kchun-ming
- Dálnice G94 Okruh regionu delty Perlové řeky
- Dálnice G0421 Sü-čchang – Kanton
- Dálnice G0422 Wu-chan – Šen-čen
- Dálnice G0423 Le-čchang – Kanton
- Dálnice G0425 Kanton – Macao
- Dálnice G1523 Ning-po – Tung-kuan
- Dálnice G4511 Lung-nan – Che-jüan
- Dálnice G6011 Nan-čchang – Šao-kuan
- Dálnice G9411 Tung-kuan – Fo-šan

### Letecká

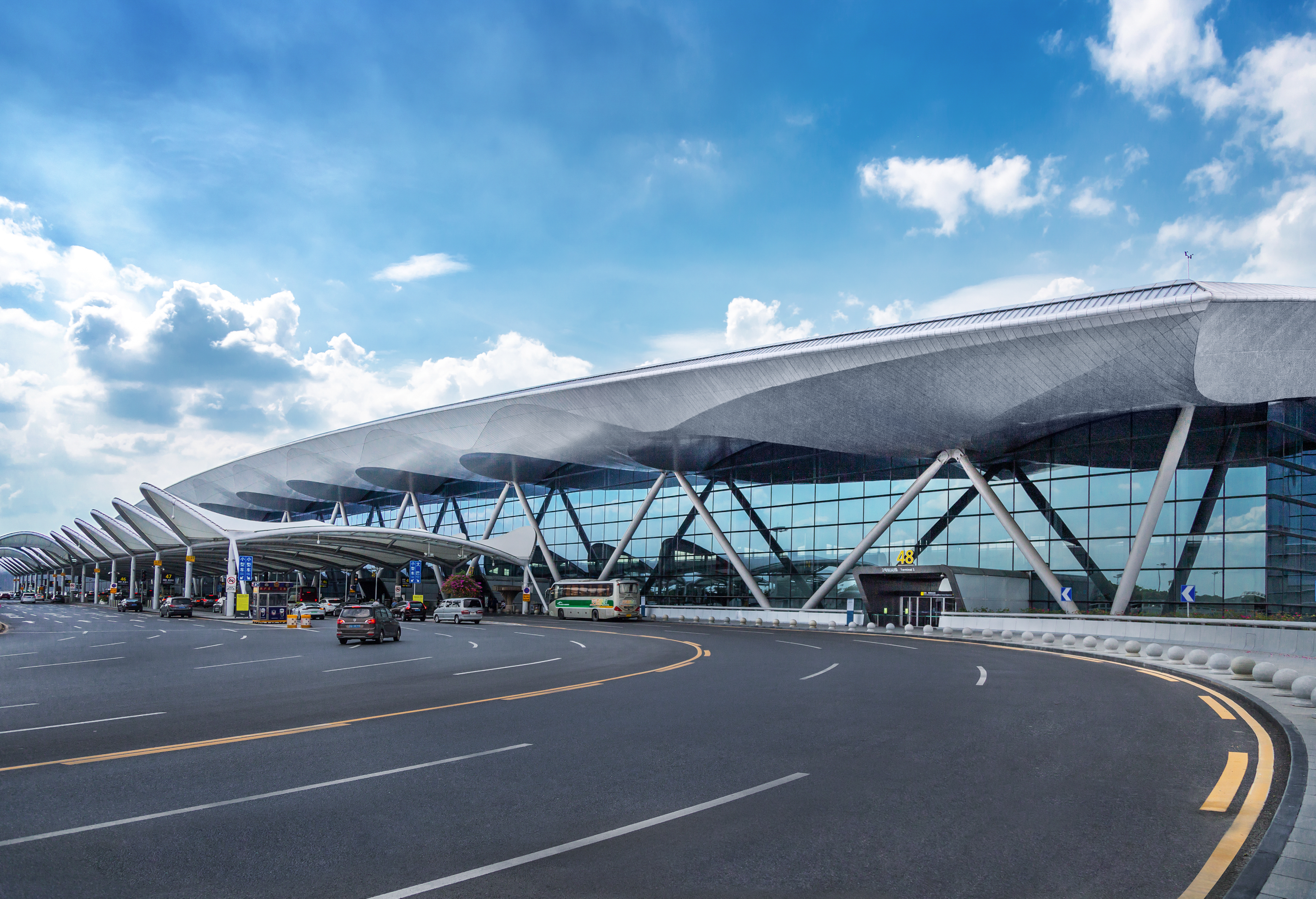
Terminál 2 mezinárodního letiště Kanton Paj-jün

Největším letištěm v provincii je mezinárodní letiště Kanton Paj-jün. Letiště obsluhující megalopoli Kanton bylo otevřeno v roce 2004 a nahradilo starší letiště stejného jména. V současnosti patří mezi nejvýznamnější letiště v Číně a v roce 2019 patřilo mezi desítku největších světových letišť. Během pandemie covidu-19 v roce 2020 bylo podle počtu pasažérů nejvytíženějším letištěm na světě.
Druhým mezinárodním letištěm v provincii je mezinárodní letiště Šen-čen Pao-an, které je páté nejrušnější letiště v Číně. Letiště se nachází na východním břehu Perlové řeky, 32 km severozápadně od centra Šen-čenu, rychle rostoucího subprovinčního města a speciální ekonomické zóny na hranici s Hongkongem. Letiště je významným dopravím uzlem celé aglomerace v deltě Perlové řeky.
Dalším mezinárodním letištěm v Kuang-tungu je mezinárodní letiště Ťie-jang Čchao-šan. Letiště se nachází na východě provincie a obsluhuje především oblasti měst Ťie-jang, Šan-tchou a Čchao-čou. Otevřeno bylo v roce 2011. Kromě domácích letů také zajišťuje spojení s významnými asijskými metropolemi.
Plánováno je také nové mezinárodní letiště v deltě Perlové řeky, které by mělo obsluhovat zejména oblast Kantonu a Fo-šanu. Stavba letiště by měla být zahájena v roce 2022.
V Kuang-tungu se dále nachází letiště Fo-šan Ša-ti, letiště Chuej-čou Pching-tchan, letiště Mej-čou Mej-sien, letiště Šan-tchou Waj-ša, letiště Šao-kuan Tan-sia, letiště Čan-ťiang Wu-čchuan a letiště Ču-chaj Ťin-wan.

### Železniční

#### Vysokorychlostní tratě

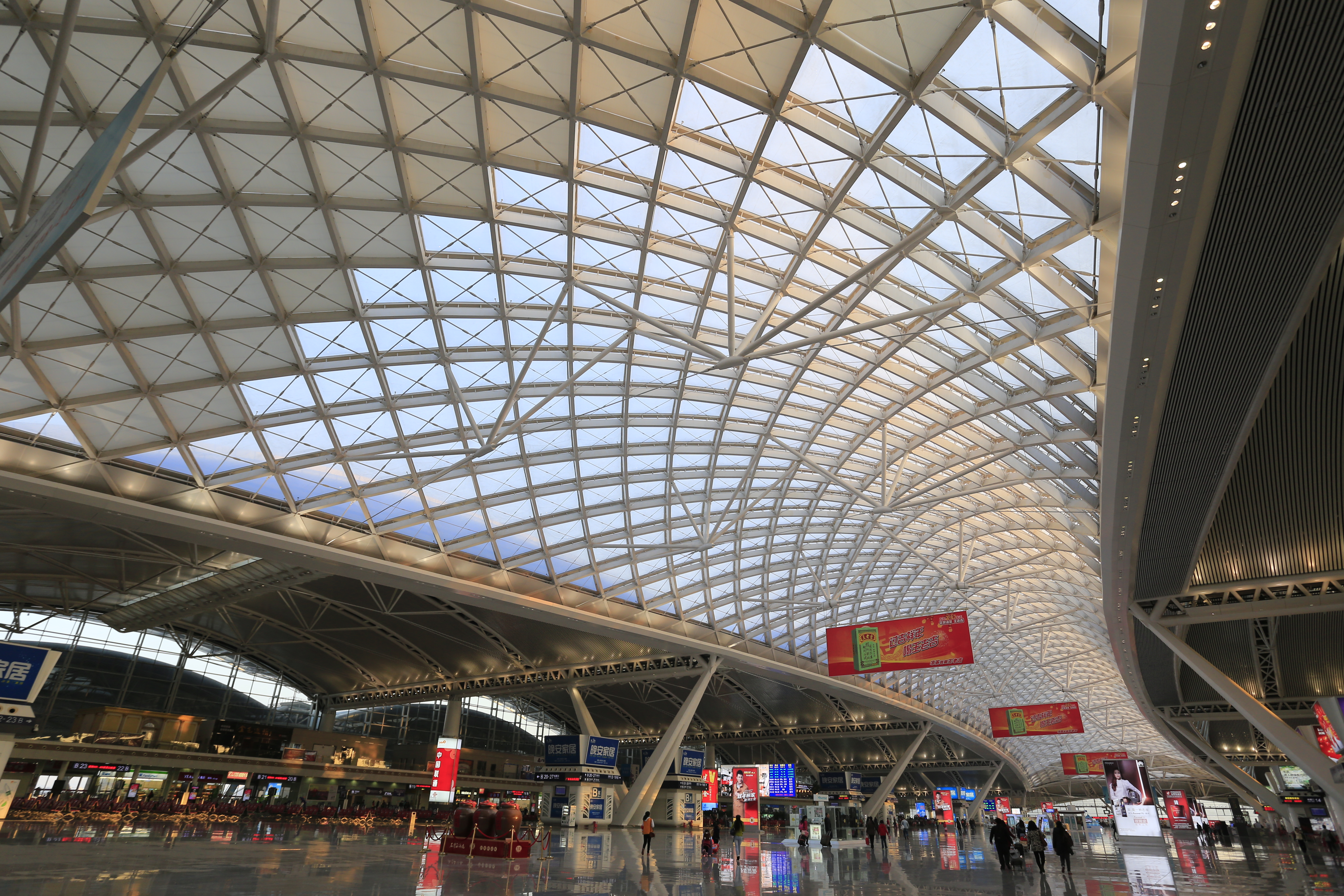
Železniční stanice Kanton jih

Kuang-tungem prochází šest ze 16 vysokorychlostních železničních koridorů budovaných v rámci čínské vysokorychlostní sítě „Osm vertikál a osm horizontál“. Jedná se o pět koridorů v severojižním směru (tzv. vertikály) a jeden (koridor Kanton – Kchun-ming) ve směru východozápadním (tzv. horizontála).
Podél pobřeží je budován Pobřežní koridor, vedoucí ze severu Číny a sousední provincie Fu-ťien, přes Kuang-tung, až do sousední autonomní oblasti Kuang-si. Na území Kuang-tungu se nachází následující součásti koridoru: vysokorychlostní trať Chang-čou – Fu-čou –⁠ Šen-čen (celá v provozu od roku 2013), vysokorychlostní trať Šen-čen – Čan-ťiang (jednotlivé úseky v provozu od roku 2013 a 2018) a vysokorychlostní trať Che-pchu – Čan-ťiang (zahájení stavby plánováno na rok 2022).
Z provincie Ťiang-si na severu vede vysokorychlostní trať Kan-čou – Šen-čen (v provozu od roku 2012), na kterou dále navazuje finální úsek vysokorychlostní trati Kanton – Šen-čen – Hongkong (v provozu od roku 2018) zajišťující expresní spojení s Hongkongem. Tyto tratě jsou součást vertikálního koridoru Peking – Hongkong (Tchaj-pej).

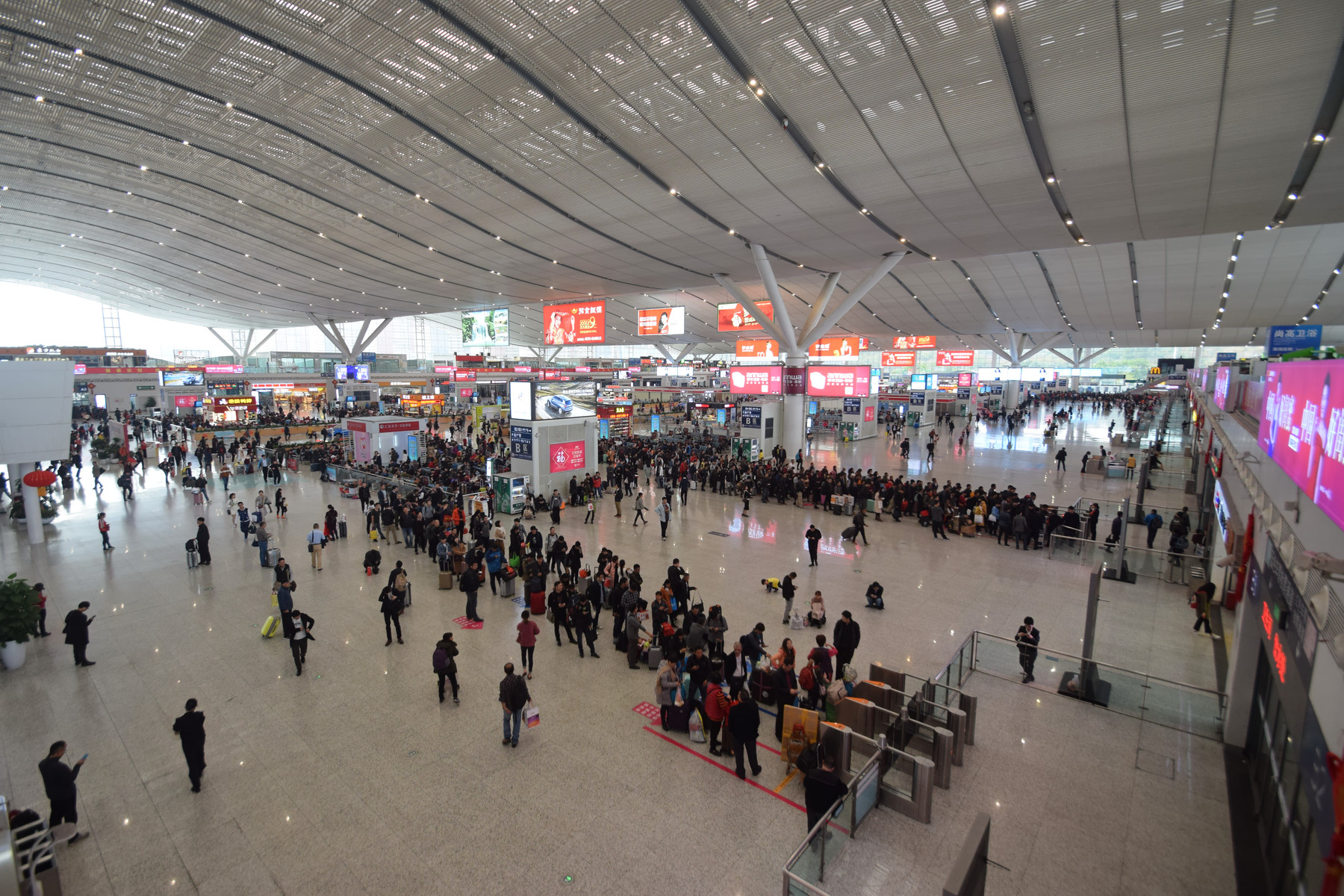
Železniční stanice Šen-čen sever

Další severojižní koridor vedoucí skrz Kuang-tung je koridor Peking –⁠ Charbin, Peking –⁠ Hongkong (Macao). Na hlavní trase se jedná o vysokorychlostní trať Wu-chan – Kanton a vysokorychlostní trať Kanton – Šen-čen – Hongkong (obě bývají zároveň řazené jako součásti delší vysokorychlostní trati Peking –⁠ Kanton – Šen-čen – Hongkong). V Kantonu začíná vedlejší trasa koridoru, úsek Kanton – Macao, která vede po meziměstské trati Kanton – Ču-chaj a konči poblíž hranice s Macaem.
Čtvrtou „vertikálou“ v Kuang-tungu je koridor Lan-čou (Si-ning) – Kanton, konkrétně jeho součást vysokorychlostní trať Kuej-jang – Kanton, která je v provozu od roku 2014.
Pátým vertikálním koridorem je koridor Pao-tchou (Jin-čchuan) – Chaj-nan. Dva z úseků tohoto koridoru, které by měly procházet nejzápadnějšími částmi Kuang-tungu (vysokorychlostní trať Che-pchu – Čan-ťiang a vysokorychlostní trať Čan-ťiang – Chaj-kchou), jsou prozatím buď ve výstavbě nebo ve fázi plánování.
Součástí horizontálního koridoru Kanton – Kchun-ming je vysokorychlostní trať Nan-ning – Kanton, která byla uvedena do provozu v roce 2014. Z Kantonu veden na západ do Nan-ningu, hlavní města autonomní oblasti Kuang-si, a poté pokračuje dále do Kuej-čou.
Mimo sít „Osm vertikál a osm horizontál“ je od roku 2019 v provozu také vysokorychlostní trať Mej-čou – Čchao-šan, která v Čchao-šanu navazuje na železniční trať Sia-men –⁠ Šen-čen, úsek vysokorychlostní tratě Chang-čou – Fu-čou –⁠ Šen-čen.

#### Meziměstské tratě
Od roku 2005 je plánován a postupně budován Systém meziměstských tratí Metropolitního regionu Delty Perlové řeky, regionální systém příměstských železničních tratí vyšší rychlosti v oblasti delty Perlové řeky. Součástí systému je meziměstská trať Kanton –⁠ Ču-chaj, meziměstská trať Tung-kuan – Chuej-čou, meziměstská trať Kanton – Fo-šan – Čao-čching, meziměstská trať Kanton –⁠ Šen-čen, meziměstská trať Ču-chaj – Letiště Ču-chaj, meziměstská trať Kanton –⁠ Čching-jüan, meziměstská okružní trať Kanton – Fo-šan a dále také tratě, které jsou buď ve fázi plánování, přípravy či výstavby: meziměstská trať Fo-šan – Tung-kuan, Východokuangtungská meziměstská železniční sít, meziměstská trať Šen-čen – Ta-wa-jan a meziměstská trať Šen-čen – Chuej-čou.
Výstavba Východokuangtungské meziměstské železniční sítě je plánována od roku 2021, přičemž bude spojovat města Čchao-čou, Ťie-jang, Šan-tchou a také mezinárodní letiště Ťie-jang Čchao-šan na východě provincie.

#### Konvenční tratě
- Železniční trať Peking–Kanton
- Železniční trať Peking – Kau-lung
- Železniční trať Kan-čou – Šao-kuan
- Železniční trať Kanton –⁠ Mao-ming
- Železniční trať Kanton –⁠ Šan-tchou –⁠ Mej-čou
- Železniční trať Kanton –⁠ Šen-čen
- Železniční trať Kanton –⁠ Ču-chaj
- Železniční trať Che-čchun – Mao-ming
- Železniční trať Li-tchang – Čan-ťiang
- Železniční trať Luo-jang – Čan-ťiang
- Železniční trať Pching-chu – Nan-šan
- Železniční trať Sia-men – Šen-čen
- Železniční trať Čan-pching – Lung-čchuan

### Metro

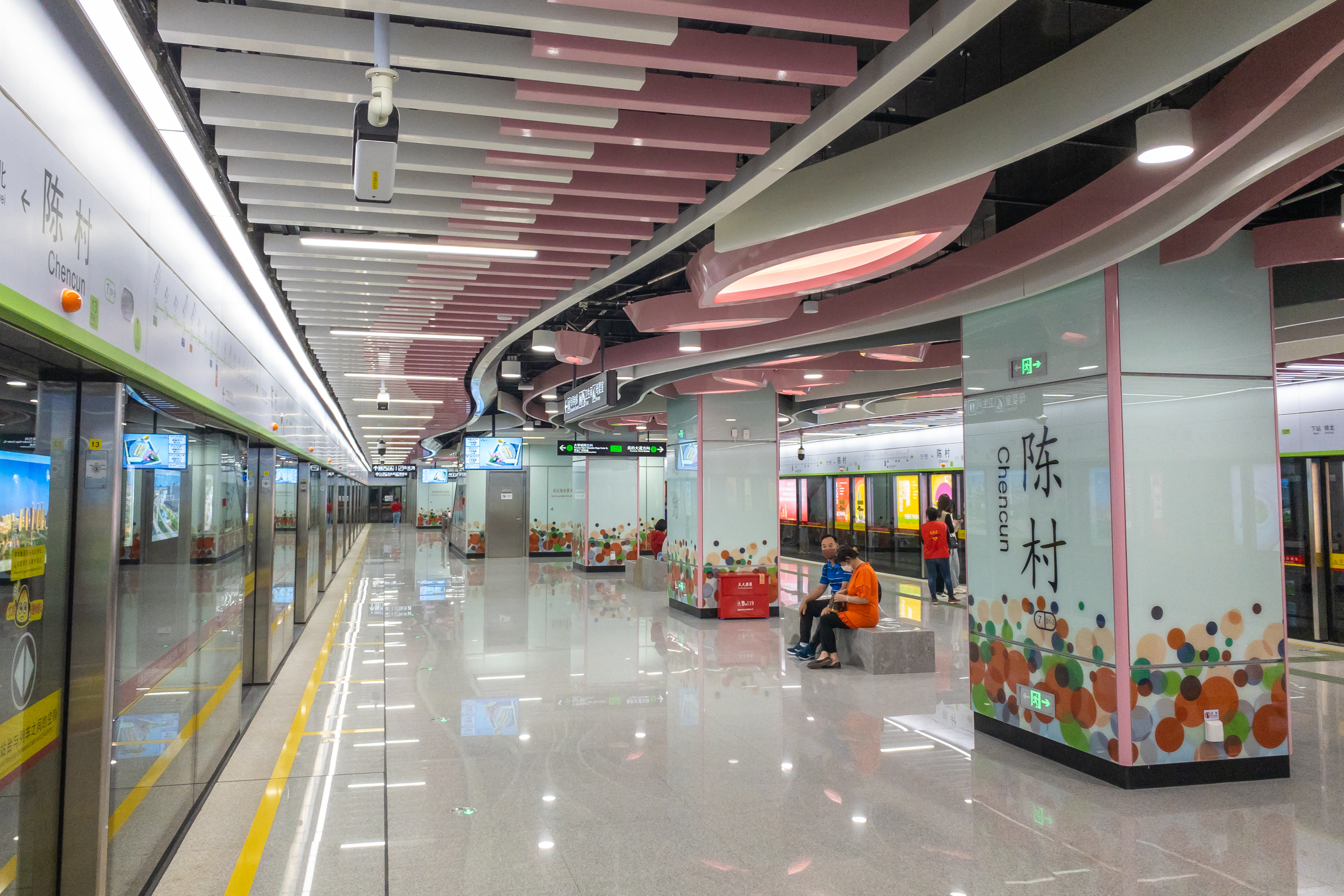
Metro v Kantonu, stanice Čchen-cchun

Sítě metra jsou v Kuang-tungu v provozu ve čtyřech městech v oblasti delty Perlové řeky: v Kantonu, hlavním městě provincie, v Šen-čenu, ve Fo-šanu a v Tung-kuanu.

#### Metro v Kantonu
Metro v Kantonu je v provozu od roku 1997 a v současnosti se jedná o jednu z nejvytíženějších sítí metra na světě. V roce 2021 bylo na 16 linkách o celkové délce 621 km obsluhováno 302 stanic (259 unikátních stanic). Nejnovějším rozšířením byla 18,2 km dlouhá první sekce linky 22, uvedená do provozu v březnu 2022. Vlaky bez řidiče na ní dosahují maximální rychlosti 160 km/h.

#### Metro v Šen-čenu

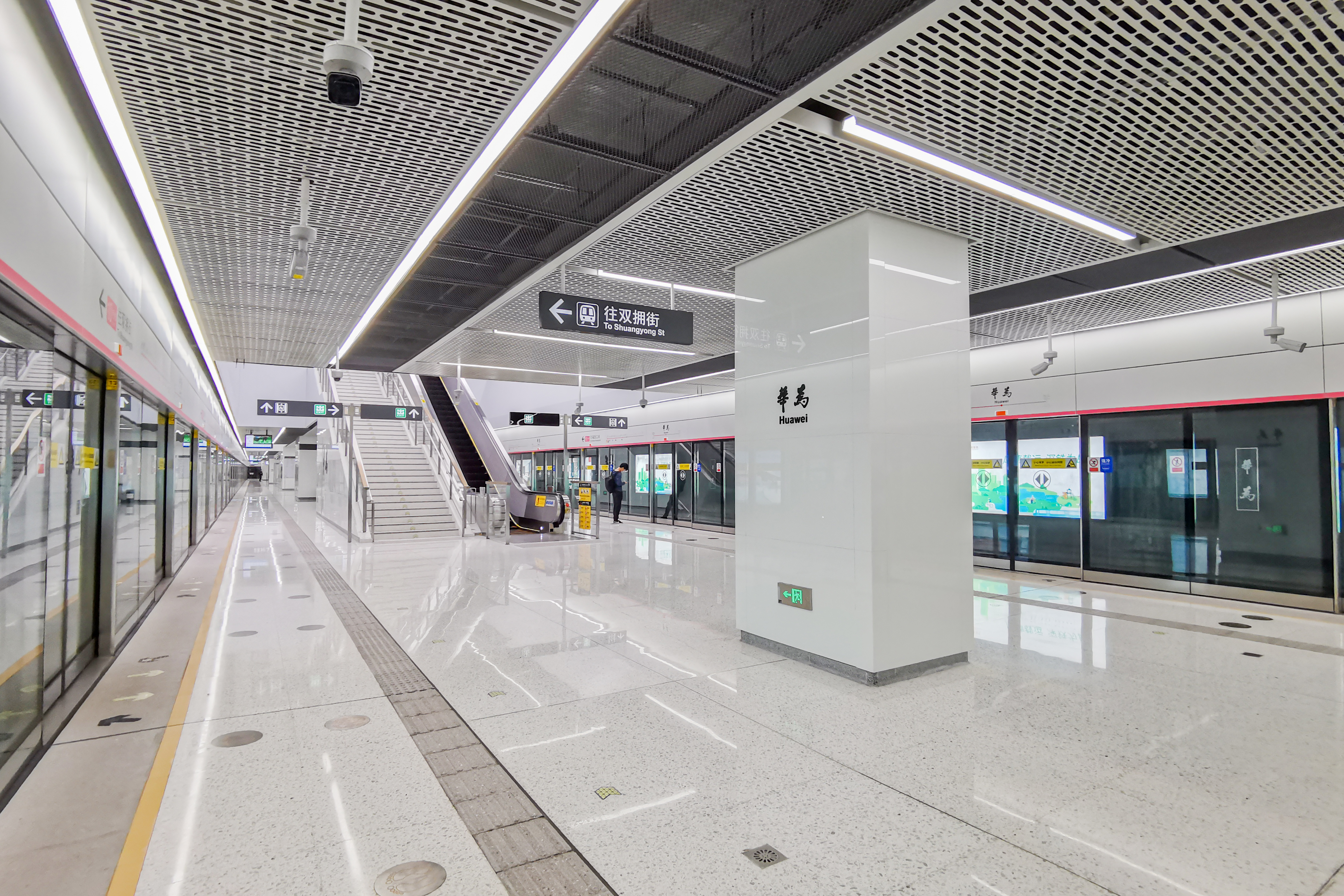
Metro v Šen-čenu, stanice Chua-wej

Metro v Šen-čenu bylo uvedeno do provozu 28. prosince 2004 jako šestý systém metra v pevninské Číně. V současnosti má síť metra délku 419 km. V provozu je 16 linek obsluhujících 290 stanic, což z něj činí jedno z největších systémů metra na světě. V roce 2030 by síť měla zahrnovat 8 expresních a 24 neexpresních linek o celkové délce 1142 kilometrů.

#### Metro ve Fo-šanu
Výstavba metra ve Fo-šanu začala v roce 2002 a první linka byla uvedena do provozu v listopadu 2010. Metro má v současnosti dvě linky o celkové délce 72 km, na nichž je obsluhováno 41 stanic. Linka č. 1 je tzv. linka Kaung-fo, tedy linka spojující Fo-šan a Kantonem. Výstavba linky č. 2 začala v roce 2014 a do provozu byla uvedena v prosinci 2021. Ve výstavbě jsou také linky č. 3 a 4, celkem je plánováno dalších sedm linek.

#### Metro v Tung-kuanu
Metro v Tung-kuanu je v provozu od roku 2016 a v současnosti má jen jednu linku. Délka linky je 37,7 km a obsluhuje 15 stanic. Plánovány jsou celkem tři linky a včetně možného propojení s kantonským a šenčenským metrem.

### Maglev
Ve výstavbě je linka vlaků maglev ve městě Čching-jüan. Po dokončení bude linka mít celkem 38 km a trasa bude zaměřena na turistiku v oblasti. Provoz by měl dosahovat rychlosti 100 km/h.